# Championnats du monde de tennis de table 1957
Navigation
Édition précédente Édition suivante
Les championnats du monde de tennis de table 1957, vingt-quatrième édition des championnats du monde de tennis de table, ont lieu du 7 au 15 mars 1957 à Stockholm, en Suède.
Le titre simple messieurs est remporté par le japonais Toshiaki Tanaka.